# Сублетт (округ)
Округ Сублетт (англ. Sublette County) — округ, расположенный в штате Вайоминг (США) с населением в 5920 человек по статистическим данным переписи 2000 года.
Столица округа находится в городе Пайндейл.

## История
Округ Сублетт был образован в 1921 году.
Исторически являвшись важным в промысле и торговле пушниной районом, округ получил своё название в честь Уильяма Л. Саблетта — одного из первых крупных торговцев мехом на данной территории. В настоящее время историческое наследие округа представлено в Музее маунтинменов в городе Пайндейле.

## География
По данным Бюро переписи населения США округ Сублетт имеет общую площадь в 12 784 квадратных километров, из которых 12 647 кв. километров занимает земля и 137 кв. километров — вода. Площадь водных ресурсов округа составляет 1,08 % от всей его площади.

### Соседние округа
- Фримонт — восток
- Суитуотер — юго-восток
- Линкольн — юго-запад
- Титон — северо-запад

### Охраняемые природные территории
- Национальный заповедник Бриджер (часть)
- Национальный заповедник шошонов (часть)
- Национальный заповедник Титон (часть)

## Демография

Распределение населения округа Сублетт по возрастным диапазонам

По данным переписи населения 2000 года в округе Сублетт проживало 5920 человек, 1707 семей, насчитывалось 2371 домашнее хозяйство и 3552 жилых дома. Средняя плотность населения составляла 0,46 человек на один квадратный километр. Расовый состав округа по данным переписи распределился следующим образом: 97,48 % белых, 0,20 % чёрных или афроамериканцев, 0,49 % коренных американцев, 0,24 % азиатов, 0,08 % выходцев с тихоокеанских островов, 0,98 % — представители смешанных рас, 0,52 % — других народностей. Испано- и латиноамериканцы составили 1,89 % от всех жителей округа.
Из 2371 домашнего хозяйства в 32,70 % — воспитывали детей в возрасте до 18 лет, 63,30 % представляли собой совместно проживающие супружеские пары, в 5,30 % семей женщины проживали без мужей, 28,00 % не имели семей. 23,60 % от общего числа семей на момент переписи жили самостоятельно, при этом 6,50 % составили одинокие пожилые люди в возрасте 65 лет и старше. Средний размер домашнего хозяйства составил 2,47 человек, а средний размер семьи — 2,91 человек.
Население округа по возрастному диапазону по данным переписи 2000 года распределилось следующим образом: 25,80 % — жители младше 18 лет, 6,00 % — между 18 и 24 годами, 27,50 % — от 25 до 44 лет, 28,70 % — от 45 до 64 лет и 12,00 % — в возрасте 65 лет и старше. Средний возраст жителей округа составил 40 лет. На каждые 100 женщин в округе приходилось 104,30 мужчин, при этом на каждых сто женщин 18 лет и старше приходилось 104,50 мужчин также старше 18 лет.
Средний доход на одно домашнее хозяйство в округе составил 39 044 доллара США, а средний доход на одну семью в округе — 45 000 долларов. При этом мужчины имели средний доход в 35 000 долларов в год против 21 109 долларов среднегодового дохода у женщин. Доход на душу населения в округе составил 20 056 долларов в год. 7,40 % от всего числа семей в округе и 9,70 % от всей численности населения находилось на момент переписи населения за чертой бедности, при этом 10,40 % из них были моложе 18 лет и 8,70 % — в возрасте 65 лет и старше.

## Населённые пункты

### Города
- Биг-Пайни
- Марблтон
- Пайндейл

### Статистически обособленные местности
- Бондурант
- Боулдер
- Калпет
- Кора
- Даниел